# ميرآباد أنصاري (مقاطعة فهرج)
ميرآباد أنصاري (بالفارسية: میرآباد انصاری) هي قرية تقع في البلدة المركزية في إيران. يقدر عدد سكانها بـ 643 نسمة .